# Wybory parlamentarne na Cyprze w 1991 roku
Wybory parlamentarne na Cyprze odbyły się 19 maja 2001 roku. Zwyciężyła w nich Koalicja Demokratyczna (DISY), która zdobyła 35,81% głosów. Druga była Postępowa Partia Ludzi Pracy (AKEL) uzyskując 30,63% głosów. Do Izby Reprezentantów weszły cztery ugrupowania. 

## Wyniki
| Nazwa partii                         | Głosy   | Procent | Mandaty | +/- |
| ------------------------------------ | ------- | ------- | ------- | --- |
| Koalicja Demokratyczna (DISY)        | 122 495 | 35,81%  | 20      | +1  |
| Postępowa Partia Ludzi Pracy (AKEL)  | 104 771 | 30,63%  | 18      | +3  |
| Partia Demokratyczna (DIKO)          | 66 867  | 19,55%  | 11      | -5  |
| Partia Społeczna                     | 37 264  | 10,89%  | 7       |     |
| Odnowiona Partia Socjaldemokratyczna | 8 199   | 2,40%   | 0       |     |
| Cypryjska Patia Uchodźców (PKP)      | 1 887   | 0,55%   | 0       |     |
| Niezależni                           | 555     | 0,16%   | 0       | ±0  |
| Suma                                 | 342 038 | 100%    | 56      | ±0  |